# Kroatisches Nationaltheater in Split

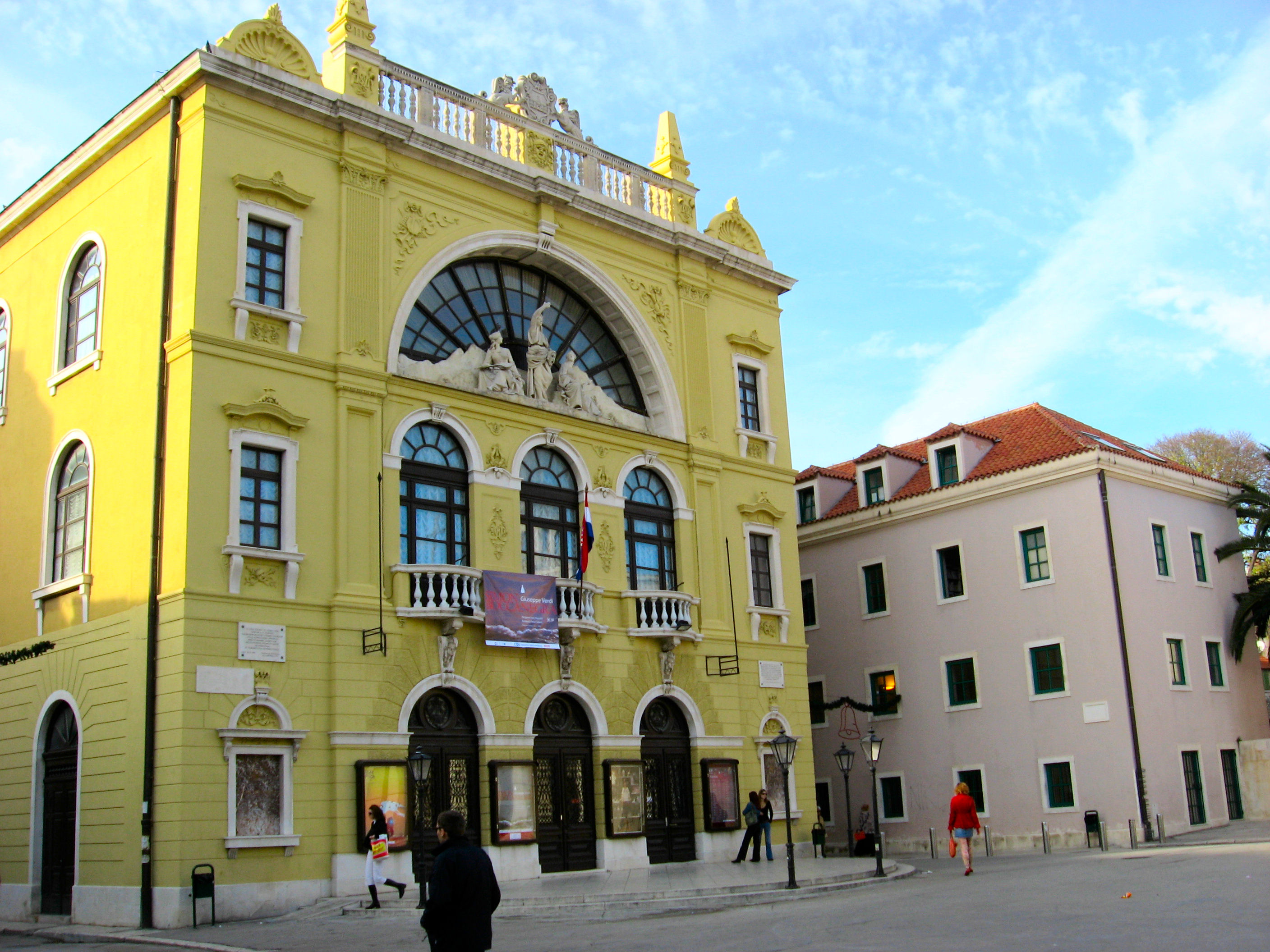
Kroatisches Nationaltheater in Split

Das Kroatische Nationaltheater in Split (Kroatisch: Hrvatsko Narodno Kazalište – HNK u Splitu) befindet sich in der Stadt Split in Kroatien. Es wurde im Jahr 1893 gegründet.
Das Theater befindet sich auf dem Trg Gaje Bulata (Gaje Bulat-Platz) in Split.
Am 6. Mai 1893 wurde das Theater im Spliter Stadtteil Dobri eröffnet. Das HNK Split ist seit dem Jahr 1999 Mitglied der europäischen Theater-Konvention.